# Luís Veiga da Cunha
Luís Eugénio Caldas Veiga da Cunha GO SE (Lisboa, 14 de fevereiro de 1936) é Professor Catedrático Jubilado da Universidade Nova de Lisboa. Licenciou-se em Engenharia Civil no Instituto Superior Técnico e doutorou-se na mesma escola em 1971. As suas áreas de interesse profissional relacionam-se principalmente com as políticas e a gestão do ambiente e dos recursos naturais, com destaque para os recursos hídricos.

## Biografia
Trabalhou em Portugal até 1983 como professor, investigador e consultor. Durante este período, esteve envolvido em numerosos projectos de investigação, e exerceu actividades de consultoria e docência em Portugal e em vários países estrangeiros. Desde 1963 desenvolveu a sua actividade principal no Laboratório Nacional de Engenharia Civil com especial incidência, numa fase inicial, no domínio da Hidráulica Fluvial, tendo realizado diversos trabalhos de investigação e lançado, em colaboração com a Direcção Geral dos Serviços Hidráulicos um programa de monitorização de transporte sólido nos rios portugueses. Entre 1971 e 1983 dirigiu o Núcleo de Hidrologia e Hidráulica Fluvial do LNEC, onde lançou um conjunto de iniciativas e de novas linhas de investigação nos domínios da gestão e planeamento dos recursos hídricos e do seu desenvolvimento sustentável. Durante o mesmo período foi Professor Catedrático de Hidráulica dos cursos de Engenharia da Academia Militar. Foi Professor visitante da Universidade do Estado do Colorado (EUA) durante todo o ano lectivo de 1975-1976.
Entre 1983 e 1999 deslocou-se para Bruxelas, onde foi Administrador da Divisão dos Assuntos Científicos e Ambientais da Organização do Tratado do Atlântico Norte. No âmbito das suas responsabilidades ao serviço da OTAN, dirigiu diversos programas, entre os quais alguns programas centrados em temáticas ambientais inovadoras, como os programas sobre "Ciência das Mudanças Ambientais Globais" (1990-1996) e "Segurança Ambiental" (1993-1998). Cada um destes programas deu origem a um elevado número de projectos e à publicação de cerca de 60 livros.
Em 1999 regressou a Portugal, tendo, desde então, desempenhado funções de Professor Catedrático Convidado da Universidade Nova de Lisboa no Departamento de Ciências e Engenharia do Ambiente da Faculdade de Ciências e Tecnologia. É membro do Conselho Nacional da Água desde a sua criação em 1994 e do Conselho Nacional do Ambiente e Desenvolvimento Sustentável desde 2001. Foi o Delegado Português no Comité Científico da OTAN (2001-2005) Foi membro do Painel Intergovernamental sobre Alterações Climáticas (IPPC) de 1990 até 2001, e Autor Principal do capítulo relativo ao impacto das alterações climáticas sobre a Hidrologia e os Recursos Hídricos do Terceiro Relatório do IPCC, publicado em 2001. Foi também coordenador do capítulo sobre Recursos Hídricos dos projectos sobre Alterações Climáticas em Portugal. Cenários, Impactos e Medidas de Adaptação (SIAM I, 1999-2002 e SIAM II, 2003-2006).
Foi fundador e primeiro Presidente da Associação Portuguesa de Recursos Hídricos em 1977-1979. Foi director da Associação Internacional dos Recursos Hídricos e presidente do Comité de Hidráulica Fluvial da Associação Internacional de Investigação em Hidráulica. Foi membro do Conselho Editorial da revista Water Policy, revista técnico-científica oficial do Conselho Mundial da Água (1998-2006), e foi membro do Conselho Editorial da revista Water International da Associação Internacional dos Recursos Hídricos (1976-1980). De 2010 a 2013 foi membro e coordenador do "Think Tank Gulbenkian sobre Água e o Futuro da Humanidade", um grupo internacional de reflexão constituído por iniciativa da Fundação Calouste Gulbenkian, que congrega onze prestigiados cientistas de diversos países e publicou em 2013, como resultado da reflexão realizada, o livro "Water and the Future of Humanity" (Springer). É membro da Academia de Engenharia de Portugal e da Academia da Água de França.
É autor de vasta bibliografia científica e técnica, com quase cento e cinquenta trabalhos publicados, entre os quais um terço como livros e capítulos de livros, com destaque para A Gestão da Agua. Princípios Fundamentais e sua Aplicação em Portugal (Fundação Calouste Gulbenkian, Lisboa, 1980).
É Grande-Oficial da Antiga, Nobilíssima e Esclarecida Ordem Militar de Sant'Iago de Espada, do Mérito Científico, Literário e Artístico de Portugal a 9 de Junho de 1998, e da Ordem Nacional do Mérito de França a 31 de Julho de 1984. Foi Ministro da Educação no V Governo Constitucional (1979-1980).

## Funções governamentais exercidas
- V Governo Constitucional
  - Ministro da Educação